# Sumitomo Electric Industries
Sumitomo Electric Industries, Ltd. — японская компания электротехнической промышленности. Входит в кэйрэцу Sumitomo. Компания занимает 409 место в Fortune Global 500 (2011 год).

## История
История компании начинается в 1897 году, когда Sumitomo приобретает Nihon Seido Co., Ltd. для выхода на рынок медной проволоки.
В 1908 году компания начинает производить силовые кабели, в 1909 году — телекоммуникационные.
В 1911 году производство кабелей группы Sumitomo выделяется в отдельную структуру Sumitomo Electric Wire & Cable Works. В том же году были произведены первые японские подземные высоковольтные кабели (11 тыс. вольт).
В 1916 году открывается новый завод компании в Осаке.
В 1920 году компания проходит процедуру акционирования и выступает в техническое содружество с американской Western Electric.
В 1941 году открывается новый завод в Итами. Двумя годами позже компания осваивает производство резиновых изделий.
В 1957 году компания начинает производство первых в Японии бытовых телевизионных антенн.
В 1961 году открывается очередной завод компании в Иокогаме. В том же году компания начинает поставки проводки для автомобильной промышленности.
В 1969 году компания расширяет географию собственного производства за счёт открытия завода в Таиланде. В том же году начинается производство гибких печатных плат.
В 1971 году открыт завод в регионе Канто. В 1974 году запущено производство оптоволоконного кабеля.
В 1982 году инженеры компании создают синтетические монокристаллические алмазы размером 1,2 карата, что было зафиксировано в Книге рекордов Гиннесса.
В 1987 году компания сообщила о достижении сверхпроводимости при комнатной температуре.
В начале двухтысячных многие производства компании выделяются в отдельные дочерние структуры.
В 2014 году совместно с ОАО «Завод радиоаппаратуры» (входит в холдинг ОАО «Росэлектроника» госкорпорации Ростех) открыто высокотехнологичное производство автомобильных жгутов и проводов Ural Wiring Systems в Екатеринбурге.

## Компания сегодня
В настоящее время компания располагает тремя собственными производствами: в Осаке, Итами и Иокогаме.
Помимо традиционной продукции, различных кабелей — от обычных до оптоволоконных, компания производит датчики вращения колёс и системы управления движения для автомобильной промышленности, полупроводниковые соединения, синтетические алмазы, элементы аккумуляторов и многое другое.